# Krymskoje (Kaliningrad)
Krymskoje (russisch Крымское, deutsch Prätlack) ist ein Ort in der russischen Oblast Kaliningrad (Gebiet Königsberg (Preußen)) und gehört zur Gorodskoje posselenije Schelesnodoroschnoje (Stadtgemeinde Schelesnodoroschny (Gerdauen)) im Rajon Prawdinsk (Kreis Friedland (Ostpr.)).

## Geographische Lage
Krymskoje liegt vier Kilometer östlich der Stadt Schelesnodoroschny (Gerdauen) an der russischen Fernstraße A 196 (ehemalige deutsche Reichsstraße 131). Bis 1945 war das nahegelegene Wandlacken (heute russisch: Swerewo) Bahnstation an der Bahnstrecke von Königsberg (Preußen) (heute russisch: Kaliningrad) nach Angerburg (heute polnisch: Węgorewo), die nicht mehr in Betrieb ist.

## Geschichte
Die ehemals Prätlack genannte Landgemeinde war 1874 eine der sieben Kommunen, die den neuerrichteten Amtsbezirk Wandlacken (russisch: Swerewo) bildeten. Er gehörte – auch nach seiner Umbenennung in „Amtsbezirk Altenburg“ (Wischnjowoje) im Jahre 1930 – bis 1945 zum Landkreis Gerdauen im Regierungsbezirk Königsberg der preußischen Provinz Ostpreußen.
Im Jahre 1910 waren in Prätlack 172 Einwohner registriert. Ihre Zahl stieg bis 1933 auf 181 und betrug 1939 noch 175.
1945 kam Prätlack mit dem nördlichen Ostpreußen zur Sowjetunion und erhielt 1950 die Umbenennung in „Krymskoje“. Bis 2009 war der Ort – innerhalb der seit 1991/92 russischen Oblast Kaliningrad – in den Wischnjowski sowjet (Dorfsowjet Wischnjowoje (Altendorf)) eingegliedert und ist seither – aufgrund einer Struktur- und Verwaltungsreform – eine als „Siedlung“ (possjolok) eingestufte Ortschaft innerhalb der Gorodkoje posselenije Schelesnodoroschnoje (Stadtgemeinde Schelesnodoroschny (Gerdauen)) im Rajon Prawdinsk.

## Kirche
Vor 1945 war die Bevölkerung Prätlacks überwiegend evangelischer Konfession und war in das Kirchspiel Gerdauen (russisch: Schelesnodoroschny) im gleichnamigen Kirchenkreis in der Kirchenprovinz Ostpreußen der Kirche der Altpreußischen Union eingepfarrt. Die beiden letzten deutschen Geistlichen waren die Pfarrer Heinz Reich und Richard Pfeffer.
Heute liegt Krymskoje am Südwestrand der Kirchenregion Tschernjachowsk (Insterburg), die zur Propstei Kaliningrad in der Evangelisch-Lutherischen Kirche Europäisches Russland (ELKER) gehört.